# Pyrgocythara subdiaphana
Pyrgocythara subdiaphana é uma espécie de gastrópode do gênero Pyrgocythara, pertencente a família Mangeliidae.